# Festival de One World
One World (en checo : Jeden svět ) es el festival de cine sobre derechos humanos más grande del mundo (125.947 espectadores en 2018), que se celebra anualmente en Praga y otras 36 ciudades de la República Checa, con una selección que se muestra más tarde en Bruselas y otros países. El festival destaca documentales de calidad sobre temas sociales, políticos, medioambientales, mediáticos y de derechos humanos. One World presenta más de 100 documentales de todo el mundo y organiza numerosas preguntas y respuestas con cineastas y expertos.

## Historia
Establecido en 1999 por Igor Blaževič y la ONG checa People in Need, One World Festival presenta más de 100 documentales durante nueve días en primavera de todo el mundo. Es miembro fundador de Human Rights Film Network, que reúne a 33 festivales de todo el mundo.
En 2006, el festival recibió una Mención Especial de la UNESCO por su contribución a la educación para la paz y los derechos humanos. Tres años después en 2009, One World publicó un manual titulado Cómo organizar un festival de cine sobre derechos humanos, que ofrece consejos prácticos, así como estudios de casos de eventos destacados de derechos humanos.
En 2018, el One World Festival cumplió 20 años y se llevó a cabo del 5 al 14 de marzo y presentó 128 documentales y 9 proyectos de realidad virtual de más de 40 países de todo el mundo. En el mismo año, el festival y la ONG People In Need publicaron el manual Explore Impact: How To Reach New Audiences And Boost impact, que debería servir como una guía importante para los organizadores del festival (u otros eventos culturales) que se preocupan sobre la dimensión social y el impacto de su trabajo.
One World se llevó de bajo de la guía de Václav Havel, el ministro de Asuntos Exteriores Karel Schwarzenberg, el ministro de Cultura Jiří Besser y el Alcalde de Praga Bohuslav Svoboda .
La edición 2020 del festival se pospuso debido a la creciente preocupación por el brote de coronavirus COVID-19 .

## Concursos y premios
El programa de One World consta de tres categorías competitivas, una variedad de categorías temáticas no competitivas, así como la sección Docs for Kids. Las películas son juzgadas por el comité de selección de One World, que se concentra por igual tanto en el contenido de derechos humanos como en la calidad artística. Se otorgan seis premios principales a las películas ganadoras:
- Premio Concurso Internacional
- Premio al Mejor Director en la Competición Internacional
- Premio del Jurado Václav Havel a una película que hace una contribución excepcional a la defensa de los derechos humanos
- Premio de la competencia checa
- Premio del Público
- Premio del Jurado Estudiantil

## Premio Homo Homini
Durante el festival cada marzo, People in Need otorga el Premio Homo Homini a persona(s) en reconocimiento a su dedicación a la promoción de los derechos humanos, la democracia y las soluciones no violentas a los conflictos políticos. 
Ganadores del Premio Homo Homini 
- 1994: Serguéi Kovalev
- 1997: Szeto Wah
- 1998: Ibrahim Rugova
- 1999: Oswaldo Payá Sardiñas
- 2000: Min Ko Naing
- 2001: Zackie Achmat
- 2002: Thích Huyền Quang, Thích Quảng Độ y Nguyễn Văn Lý
- 2003: Natasa Kandić
- 2004: Gheorghe Briceag
- 2005: Ales Bialatski y la organización bielorrusa Viasna
- 2006: Svetlana Gannushkina
- 2007: Su Su Nway, Phyu Phyu Thin y Nilar Thein
- 2008: Liu Xiaobo
- 2009: Majid Tavakoli y Abdollah Momeni
- 2010: Azimjan Askarov
- 2011: Coordenada de Médicos de Damasco
- 2012: Intigam Aliyev
- 2013: Sapiyat Magomedova
- 2014: Suad Nawfal
- 2015: Primavera negra (Cuba) : Martha Beatriz Roque Cabello, Jorge Olivera Castillo, Ángel Juan Moya Acosta, José Daniel Ferrer García, Félix Navarro Rodríguez, Iván Hernández Carrillo, Héctor Maseda Gutiérrez, Óscar Elías Biscet González, Eduardo Díaz Fleitas, Librado Ricardo Linares García, Arnaldo Ramos Lauzurique
- 2016: Comité para la Prevención de la Tortura (Rusia)
- 2017: Pham Doan Trang
- 2018: Francisca Ramírez
- 2019: Buzurgmehr Yorov
- 2020: Marfa Rabkova, Andrei Chapiuk, Leanid Sudalenka y Tatsiana Lasitsa
- 2021: Mahienour El-Massry